# Wilhelm Peter Lillig
Wilhelm Peter Lillig (* 19. September 1900 in Landsweiler/Saar; † 24. Mai 1945 in Hinterzarten) war ein deutscher Bergingenieur und leitender Wirtschaftsfunktionär zur Zeit des Nationalsozialismus.
Als enger Mitarbeiter von Paul Pleiger im Amt für deutsche Roh- und Werkstoffe beteiligte er sich 1936/37 an der Durchsetzung des nationalsozialistischen Vierjahresplans gegenüber der deutschen Stahlindustrie. Von 1938 bis 1945 war er Leiter der Bergbaugruppe Salzgitter der Reichswerke Hermann Göring. Nach dem Überfall auf Polen und später auf die UdSSR nahm er Sonderaufgaben zur Ausbeutung der eroberten Schwerindustriereviere wahr. Als Stellvertretender Leiter der Zentralstelle für bergbauliche Sonderaufgaben trug er 1943/44 Verantwortung für die Untertage-Verlagerung der deutschen Rüstungsindustrie, bei der zahlreiche KZ-Häftlinge zu Tode kamen. 1945 starb Lillig beim Munitionsräumen im Schwarzwald.

## Leben

### Schule, Ausbildung und frühe Berufszeit
Wilhelm Peter Lillig kam als Sohn des Baumeisters Wilhelm Lillig in Landsweiler/Saar zur Welt. Er besuchte das Ludwigsgymnasium Saarbrücken, wo er 1919 das Abitur bestand. Danach übte er eine bergbauliche Tätigkeit auf verschiedenen Steinkohlen- und Erzgruben im Saarland und im Rhein- bzw. Dillgebiet aus. Ab 1920 studierte Lillig an der Bergakademie Clausthal, wo er Ende 1924 seine Diplomprüfung ablegte. In Clausthal trat er der Studentenverbindung Corps Montania Clausthal bei. Von 1925 bis 1928 arbeitete Lillig als Montangeologe bzw. als Berg- und Aufbereitungsingenieur auf Zinn- und Blei-Silber-Zinkerzgruben in Bolivien. Zwischen 1929 und 1931 war er als technischer Direktor der Erzhandelsfirma Bicker & Cia, Bilbao (Spanien) tätig; danach übernahm er den Direktorenposten des Skaland-Grafitwerks in Senjen (Norwegen). 1932 fand seine Promotion zum Dr.-Ing. an der Technischen Hochschule Berlin statt.  Politisch stand Lillig schon als Student im rechtsextremen Lager: Eigenem Bekunden zufolge hatte er sich bereits 1922/23 dem Nationalsozialismus zugewandt.

### Berufliches Scheitern
1933 sah sich Lillig nach einer Stelle in Deutschland um. Seine Berufserfahrung und seine politische Präferenz waren eine starke Empfehlung für einen Posten, den der rechtsextreme Saarindustrielle Hermann Röchling zu vergeben hatte. Anfang 1934 wurde Lillig von Röchling als Geschäftsführer eines neu aufzubauenden Bergbaubetriebs in Südbaden engagiert. Der badische Ministerpräsident Walter Köhler zeichnete in seinen Erinnerungen ein eher wohlwollendes Bild von Lillig: Demnach hatte Röchling mit ihm „einen Haudegen angeheuert, der wie ein Kerl von einem anderen Stern in die friedliche Schwarzwaldidylle einbrach. Teils Antreiber, teils Kumpel, aber immer mit vollem Einsatz, war er der Mann, auf der grünen Wiese ein Unternehmen […] hinzustellen, und andererseits mit seinem Haufen bei den Bergmannsfesten derart auf den Putz zu hauen, daß den biederen Schwarzwäldern Angst und Bange wurde. Da er außerdem eifrig bestrebt war, das Schwarzwälder Blut aufzunorden, machte er sich bei den Eltern seiner Auserwählten wenig beliebt, sodaß Klagen über Klagen zu mir gelangten. Ich hielt ihm die Stange.“
Lillig führte seinen Bergbaubetrieb, die Doggererz-Bergbau GmbH, in einer Weise, die dem parteiamtlich propagierten Ideal einer Volksgemeinschaft offen Hohn sprach. Die Arbeits- und Lebensbedingungen waren derart unsozial, dass anhaltende Proteste unter der Belegschaft ausbrachen. Die badische Regierung verhinderte lange Zeit, dass es zu einer Verbesserung der Situation kam und wehrte unliebsame Kontrollen durch die Deutsche Arbeitsfront rigoros ab. Lillig selbst forderte im Herbst 1935 sogar die Gestapo zu drastischen Säuberungen in seinem Betrieb auf. Dass es nicht dazu kam, lag vor allem am Arbeitsamt Villingen, das zu der Feststellung gelangte: „Die Arbeiter machen offen gestanden einen so abgerissenen Eindruck, dass es wunder nehmen muss, dass überhaupt die Arbeit noch weiter durchgeführt wird und dass noch keine offene Revolte ausgebrochen ist.“ Auch die Gestapo befand, die Bergleute seien Arbeitsbedingungen ausgesetzt, „die in einem nationalsozialistischen Deutschland unmöglich sein sollten.“ Nachdem die badische Regierung Ende 1935 von ihm abrückte, verlor Lillig seinen Posten als Geschäftsführer. Als Folge betriebswirtschaftlicher Inkompetenz hatte er sein Budget stark überschritten und zahlreiche Fehldispositionen getätigt. Sein Arbeitgeber ließ Lilligs Tätigkeit später von externen Gutachtern untersuchen und bekam bescheinigt, der ehemalige Geschäftsführer habe „in unverantwortlicher Weise seine Befugnisse überschritten“, „persönlich sich Rechte angemaßt und Gelder zugeführt“, was als ein Verhalten zu werten sei, „welches hart an die Grenze der geschäftlichen und persönlichen Moral streift.“ Berufskollegen billigten Lillig zu, an seinem Ehrgeiz und seiner Unerfahrenheit gescheitert zu sein.

### Karriere im staatlich kontrollierten Rüstungssektor
Walter Köhler hielt den gekündigten Lillig mit einem Staatsauftrag wirtschaftlich über Wasser, bis dieser einen Posten in der Berliner Vierjahresplan-Organisation fand: 1936 wurde er Referent im Amt für deutsche Roh- und Werkstoffe, das die staatlich verordnete Aufrüstung gegenüber der Privatwirtschaft massiv vorantrieb. Als Erzsachverständiger setzte Lillig nicht nur seine früheren Arbeitgeber, sondern die gesamte deutsche Montanindustrie unter Druck, die Förderung inländischer Eisenerze erheblich zu steigern. Lilligs Mentor war Paul Pleiger, der spätere Initiator und Vorstandsvorsitzende der Reichswerke Hermann Göring. Pleiger ernannte Lillig 1938 zum Leiter der Bergbaugruppe Salzgitter der Reichswerke Hermann Göring. Nach Kriegsbeginn nahm Lillig nebenamtlich eine Reihe von Sonderaufgaben wahr, darunter die Funktionen eines Reichskommissars für den Steinkohlenbergbau im Olsagebiet (1939)  und die eines Sonderbeauftragten für den Erzbergbau in der Ukraine (1941). In diesen Positionen war er verantwortlich für die Sicherstellung der deutschen Kriegsrüstung durch eine zügige Wiederingangsetzung des Bergbaus in den eroberten Ostgebieten.

### Leitungsfunktion bei der Untertage-Verlagerung der deutschen Rüstungsindustrie bis zum Unfalltod
1944 wurde Lillig zum Stellvertretenden Leiter der Zentralstelle für bergbauliche Sonderaufgaben ernannt. Diese Vereinigung war auf Veranlassung von Paul Pleiger ins Leben gerufen worden, um den Abzug von Bergarbeitern aus Bergbaubetrieben des Reichs zu steuern und deren Einsatz bei den Untertage-Verlagerungen deutscher Rüstungsbetriebe zu koordinieren. In herausragender Verantwortung wirkte Lillig an zahlreichen Projekten mit, bei denen Tausende von KZ-Häftlingen geschunden wurden und zu Tode kamen. Seine persönliche Präsenz vor Ort ist unter anderem bei den Projekten „A 8/Goldfisch“ (Verlagerung des Daimler-Benz-Flugmotorenwerks Genshagen nach Obrigheim), „Hochhausen“, „Steinbutt“ und „Kiebitz“ belegt. Zu Kriegsende leitete Lillig als Sonderbeauftragter des Reichsführers SS und des OKH – Chef H Rüst u BdE ein SS-Büro in Hinterzarten. Im April 1945 wurde er von französischen Truppen gefangen genommen und von der Besatzungsmacht, die NS-Funktionäre wahrscheinlich gezielt für gefährliche Arbeiten heranzog, zum Räumen von Munition eingesetzt. Nach Berichten von Zeitzeugen löste sich dabei ein Schuss aus einer geborgenen Pistole, der Lillig tödlich verletzte.

### Verstrickung in das NS-System
Als Funktionär im Berliner Rohstoffamt und als Bergbauchef der Reichswerke Hermann Göring war Wilhelm Peter Lillig tief verstrickt in die Kriegsvorbereitungen des NS-Staats. Seine hohe Verantwortung als leitender Baufunktionär bei der Untertage-Verlagerung von Rüstungsbetrieben, seine dauerhafte Präsenz bei Projekten, deren Realisierung zahlreiche SS-Häftlinge das Leben kostete, „wirft einen tiefdunklen Schatten auf seinen Lebenslauf. Man wird L[illig] in die Kategorie der rücksichts- und moralfreien Technokraten des „ Dritten Reichs“ einordnen müssen, die ihre inferioren Persönlichkeitsanteile ungezügelt ausleben konnten.“ Ob Lillig NSDAP- oder SS-Mitglied war, ist ungewiss. Im Bundesarchiv existieren keine diesbezüglichen Unterlagen. Lillig selbst gab 1940 an, „in den Jahren 1922/23 in der Partei aktiv tätig“ gewesen zu sein, doch seien die Unterlagen später verschwunden.